# Hexaemeron
Hexaemeron (von griechisch ἕξ héx ‚sechs‘ und ἡμέρα hēméra ‚Tag‘) ist eine Bezeichnung für die sechs Schöpfungstage der Genesis (Gen 1,1–2,4 ) oder für eine Abhandlung darüber.
Derartige Abhandlungen bieten theologische Erklärungen und bieten oftmals Aufschlüsse über zeitgenössische Kosmologie, Naturauffassung und Weltbilder. So ist für das Hexaemeron des Bonaventura (1273) die Einbeziehung des heliozentrischen Weltbildes signifikant.
Über das Hexaemeron schrieben beispielsweise:
- Philo von Alexandrien: De opificio mundi (1. Jh.)
- Theophilos von Antiochia: Ad Autolycum II 12–20, die älteste christliche Auslegung zum Hexaemeron (180–182 n. Chr.)
- Basilius der Große: Homilien zum Hexaemeron (4. Jh.), ISBN 3-05-002002-4
- Gregor von Nyssa: In Hexaemeron (4. Jh.)
- Ambrosius von Mailand: Hexaemeron (4. Jh.)
- Augustinus: Confessiones, Bücher XI–XIII (4. Jh.)[1], De Genesi ad litteram, De Genesi contra Manichaeos
- Georgios Pisides: Hexaemeron in 1894 jambischen Trimetern (7. Jh.)
- Moses Bar-Kepha: Kommentar zum Hexaemeron (9. Jh.)
- Joan Exarch: Schestodnew (9. Jh.)[2]
- Petrus Abaelardus: Expositio in Hexaemeron (12. Jh.)
- Bonaventura: Collationes in Hexaemeron. Das Sechstagewerk (13. Jh.). Lateinisch / Deutsch, ISBN 3-466-20016-4
- Robert Grosseteste: Hexaëmeron (13. Jh.), ISBN 0-19-726006-3